# Wohnhaus Deichstraße 1
Das Wohnhaus Deichstraße 1 im niedersächsischen Elsfleth im Landkreis Wesermarsch stammt aus dem 18. Jahrhundert.

Aktuell (2023) wird der ehemalige Speicher als Wohnhaus genutzt.
Das Gebäude steht unter Denkmalschutz (siehe auch Liste der Baudenkmale in Elsfleth).

## Beschreibung
Das zweigeschossige giebelständige Gebäude zwischen Deichstraße und Bahnhofstraße 2 mit Satteldach und Eingang zur Deichstraße (der zur Bahnhofstraße 1990 geschlossen) wurde 1777 (Inschrift) als Speicher gebaut. Der Backsteinbau wurde im 20. Jahrhundert zu einem Wohnhaus umgebaut und an den Giebelseiten verputzt.
Das Landesdenkmalamt befand: „… geschichtliche Bedeutung … als beispielhafter Speicher aus der 2. Hälfte des 18. Jhs.“